# Јарослав Плашил
Јарослав Плашил (чеш. Jaroslav Plašil; 5. јануар 1982) бивши је чешки фудбалер који је играо на позицији везног играча.
Углавном је играо у Француској — конкретно у Монаку и Бордоу. Чешку је представљао на једном Светском и четири Европска првенства.

## Статистика каријере

### Репрезентативна
| Репрезентација | Година | Наступи | Голови |
| -------------- | ------ | ------- | ------ |
| Чешка          | 2004   | 4       | 1      |
| Чешка          | 2005   | 6       | 0      |
| Чешка          | 2006   | 13      | 0      |
| Чешка          | 2007   | 10      | 1      |
| Чешка          | 2008   | 11      | 1      |
| Чешка          | 2009   | 8       | 1      |
| Чешка          | 2010   | 8       | 0      |
| Чешка          | 2011   | 9       | 2      |
| Чешка          | 2012   | 11      | 0      |
| Чешка          | 2013   | 9       | 0      |
| Чешка          | 2014   | 2       | 0      |
| Чешка          | 2015   | 6       | 0      |
| Чешка          | 2016   | 6       | 1      |
| Укупно         | Укупно | 103     | 7      |

## Трофеји
Бордо
- Суперкуп Француске: 2009.
- Куп Француске: 2012/13.